# لول (مجارستان)
لِوِل (به مجاری:  Levél) یک شهرداری در مجارستان است که در ناحیه موشون‌مادیارووار واقع شده‌است. لول ۲۴٫۹۱ کیلومتر مربع مساحت و ۱٬۷۱۳ نفر جمعیت دارد.